# Crateri di Epimeteo
Segue una lista dei crateri d'impatto presenti sulla superficie di Epimeteo. La nomenclatura di Epimeteo è regolata dall'Unione Astronomica Internazionale; la lista contiene solo formazioni esogeologiche ufficialmente riconosciute da tale istituzione.
I crateri di Epimeteo portano i nomi di personaggi legati al mito dei Dioscuri. La stessa norma vale anche per Giano a sottolineare la natura gemellare delle due lune che condividono la stessa orbita.
Epimeteo è stato raggiunto dalle sonde Voyager 1 e Cassini-Huygens. I dati raccolti durante i sorvoli ravicinati non sono stati comunque sufficienti a determinare coordinate e dimensioni delle caratteristiche superficiali per cui l'IAU identifica le caratteristiche tramite mappe fotografiche in attesa che ulteriori missioni forniscano dati più precisi.

## Prospetto
| Cratere  | Eponimo | Latitudine | Longitudine | Diametro |
| -------- | --- | ---------- | ----------- | -------- |
| Pollux   | Polluce - Uno dei due Dioscuri.                                                                                                  | n.d.       | n.d.        | n.d.     |
| Hilairea | Ilaria - Figlia di Leucippo, venne promessa in sposa con la sorella Febe ai gemelli Idas e Linceo, ma venne rapita dai Dioscuri. | n.d.       | n.d.        | n.d.     |